# Аццано-Сан-Паоло
Аццано-Сан-Паоло (итал. Azzano San Paolo) — город в Италии, расположен в регионе Ломбардия, подчинён административному центру Бергамо (провинция).
Население составляет 7351 человек (на 27.06.1905 г.), плотность населения составляет 1746 чел./км². Занимает площадь 4,21 км². Почтовый индекс — 24052. Телефонный код — 00035.
Покровителем города почитается святой апостол Павел. Праздник города ежегодно празднуется 25 января.